# 诺斯猪笼草
诺斯猪笼草是马来西亚特有的热带食虫植物，分布于海拔0至500米的地区。诺斯猪笼草得名于它的发现者——玛丽安娜·诺斯。诺斯猪笼草是猪笼草属最为著名的物种之一，在19世纪后半叶它被当作砂拉越特有植物的一个代表。

## 植物学史
诺斯猪笼草最先由玛丽安娜·诺斯带入科学界，她也将马来西亚砂拉越州石隆门县的植株引入种植。哈里·维奇认定这是一个未描述的物种，并派查尔斯·柯蒂斯采集标本，并将诺斯猪笼草的种子寄回英国。1881年，约瑟夫·道尔顿·胡克用玛丽安娜·诺斯的名字命名了诺斯猪笼草。1876年，“M.North s.n.”号标本，即诺斯猪笼草的模式标本被采集于县内的燕窝山。其存放于英国皇家植物园。
玛丽安娜·诺斯的自传《快乐一生的回忆》（Recollections of a Happy Life）第一版的封面即是一幅鎏金的诺斯猪笼草作品。她对发现诺斯猪笼草这样写道：
|  | 埃弗里特先生爬上附近的一座山，给我带下来了一些具巨大捕虫笼的标本，其为所以猪笼草中最大的。我给最大的一个捕虫笼画了一幅画，这幅图后来引起了维奇先生的好奇，使他派了一位访者来寻找它的种子，并种植出了植株，之后约瑟夫·道尔顿·胡克爵士将其命名为诺斯猪笼草。这种猪笼草的捕虫笼通常有一英尺长，上面覆盖着深红色的斑点。 |

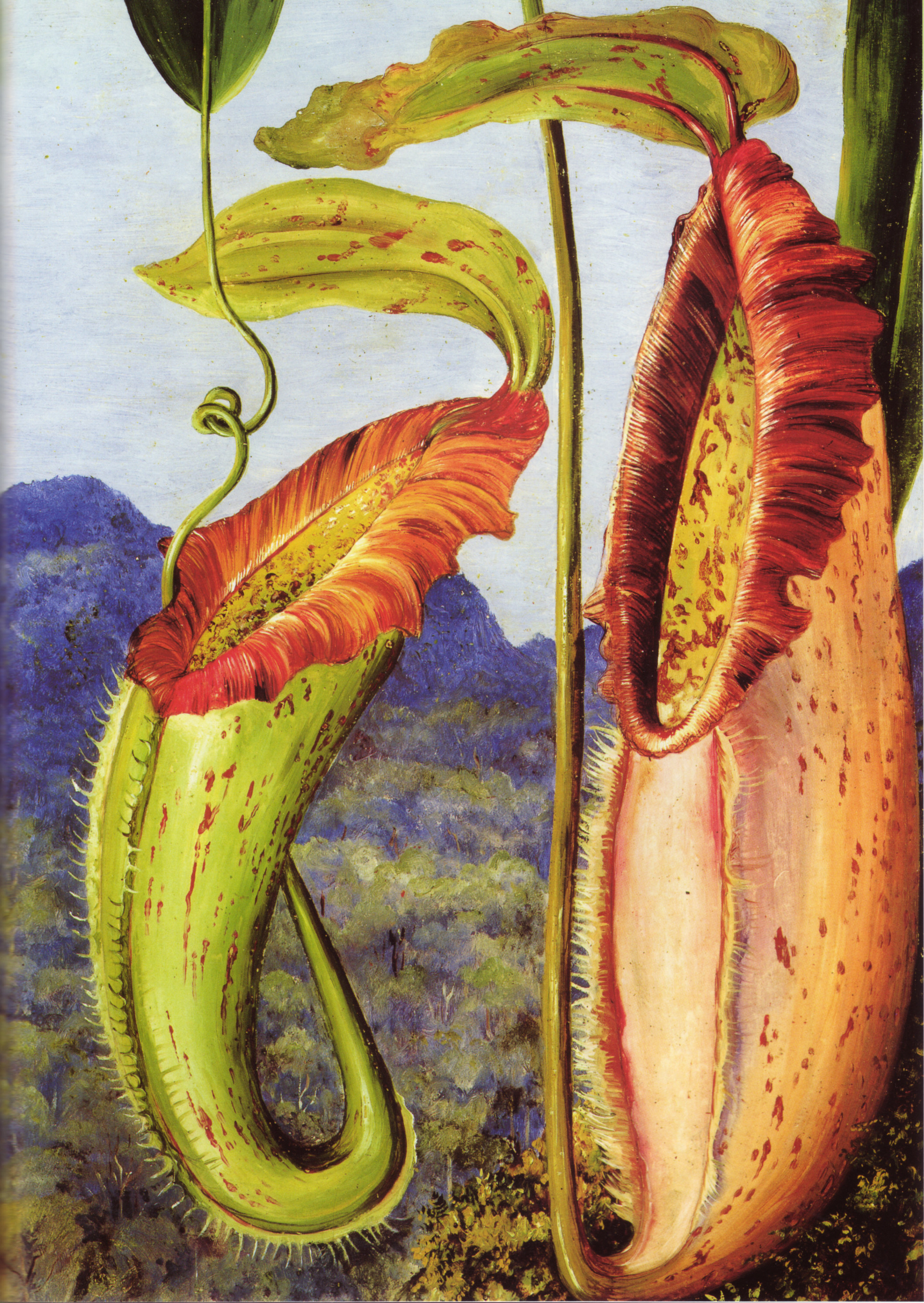
玛丽安娜·诺斯的诺斯猪笼草绘画作品，使其下位笼及上位笼

诺斯猪笼草的模式描述发表于《园丁纪事》中，并进一步阐述了诺斯猪笼草的发现：
|  | 诺斯女士所绘的标本由婆罗洲公司的赫伯特·埃弗里特先生采集，在他‘穿过没路的森林时，尽管会遇见蛇和蚂蟥，但他仍将其带给了诺斯女士’。‘只有这样’，诺斯女士写道，‘只有身历其境才能了解这是多么艰难。其存在于沙捞越石灰岩山脉中海拔1000英尺以上的地区，附生于树枝上。当我收到它们后，我将它们全部绑在阳台周围，遗憾的是我仅将它们画在了一张小小的纸上’。 |

玛丽安娜·诺斯所画的诺斯猪笼草作品现陈列于英国国家植物的玛丽安娜·诺斯画廊（Marianne North Gallery）中。
在发现诺斯猪笼草后的数十年间，诺斯猪笼草出现在各大植物学出版物上。弗雷德里克·威廉·伯比奇在1882年的一期《园丁纪事》中坚信诺斯猪笼草是血红猪笼草（N. sanguinea）与维奇猪笼草（N. veitchii）的自然杂交种：
|  | 你的诺斯猪笼草插图非常棒。诺斯女士的图画，如果我没记错的话，其为底色为亮红色－绯红色，并具深色的斑点。这是个好东西，但我坚信其为血红猪笼草与维奇猪笼草的自然杂交种。倾斜的笼口会让人联想到马来王猪笼草，但其最高海拔仅为庭院，而就我所知，在京那峇鲁山以北250英里，其海拔高度从未低于4500英尺，最高约至10000英尺。 諾斯豬籠草也許在早些時期就生長在草原上——無論如何也不会有人能將諾斯豬籠草、維奇豬籠草、血紅豬籠草給一一培植且不被它們捕蟲籠的相似度給混淆到。另外，乍一看諾斯豬籠草畫作會讓人聯想到馬來王豬籠草長甕外狀變型那傾斜、邊緣波浪狀的籠口，不過馬來王豬籠草的莖生捕蟲籠從未呈這樣。當瑪麗安娜·諾斯向我與威廉·伯比奇先生展示她的作品那一刻時；上述的推論立刻在我與伯比奇先生的腦海裡成形。當我從切爾西前往婆羅洲時，已得到了原生地的經緯度，但不幸的是我沒機會去往砂拉越；僅前往到了西北海岸，並找到了非常親善的海盜首領。 |

当发现婆罗洲并不存在血红猪笼草后，学者们就意识到弗雷德里克·威廉·伯比奇的杂种假说是完全错误的。1884年，爱德华·奥古斯特·冯里格尔在《Gartenflora》中发表了一篇关于诺斯猪笼草的短文。1895年，君特·贝克·冯·曼那哥塔-勒驰奈在其1895年的专著《猪笼草属》中描述了将一种猪笼草命名为伪猪笼草（N. spuria）。该名称为不合法名，现在被认为是诺斯猪笼草的同物异名。雅各布·海斯伯特·博尔拉吉（Jacob Gijsbert Boerlage）在其1900年的著作《荷属东印度群岛植物指南》（Handleiding tot de kennis der flora van Nederlandsch Indië）中将诺斯猪笼草的学名“N. northiana”错印为“N. nordtiana”。 其为印刷错误。
1908年，约翰·缪尔黑德·麦克法兰在其专著《猪笼草科》中对猪笼草属进行修订时，也对诺斯猪笼草进行了分类处理，并提供了诺斯猪笼草的修订描述。

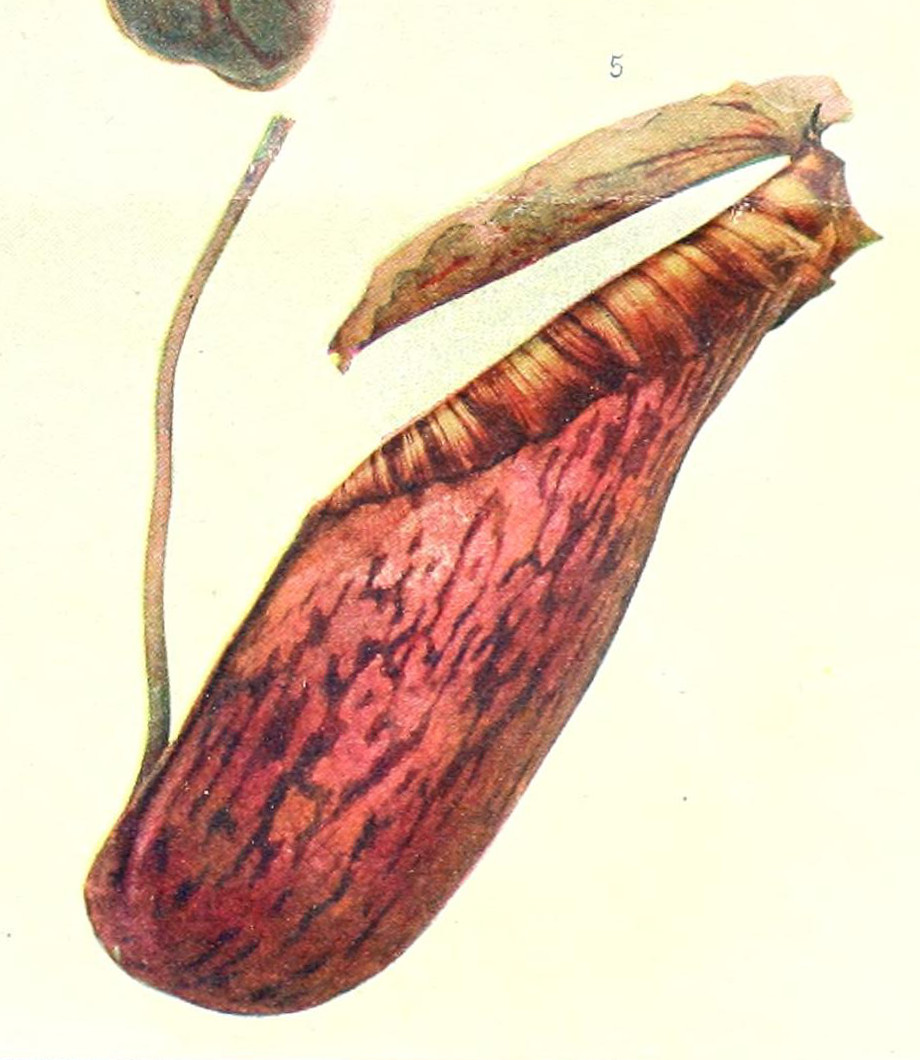
R·杰瑞-迪斯洛吉斯1903年的一篇文献中的美丽诺斯猪笼草下位笼的外侧观

1909年，R·杰瑞-迪斯洛吉斯（R. Jarry-Desloges）描述了诺斯猪笼草的一个变种——美丽诺斯猪笼草（Nepenthes northiana var. pulchra）。其颜色鲜艳，捕虫笼为紫红色，唇有更醒目的红黄条纹。相比之下，原变种的捕虫笼多为黄色，并带有棕色或红色的斑点。但美丽诺斯猪笼草现已不被认为是有效的分类。

### 下延猪笼草
1925年，约翰·缪尔黑德·麦克法兰描述了下延猪笼草（N. decurrens）}}。该描述基于由约翰·休伊特于1907年9月采集于美里峇南河的“Hewitt 100”号标本。其与诺斯猪笼草的模式标本一样，都存放于英国皇家植物园。
B·H·丹瑟在其1928年的开创性著作《荷属东印度群岛的猪笼草科植物》中认为这两个类群是不同的物种，但仍不确定。他对其分类处理这样写道：
|  | 我已在砂拉越博物馆植物标本馆中看到了该物种（下延猪笼草）的标本：两片带捕虫笼的叶片，其由茎部扯下，连接方式不再可见。 其捕虫笼与1881年2月《园丁纪事》第724页至725页的诺斯猪笼草绘画作品很相似。该图所示，其笼盖具两根笼盖骨，整个捕虫笼具笼翼，弯曲部亦如此，但这些差异并不显著。根据其描述，诺斯猪笼草的茎较下延猪笼草细，叶片无柄，但这并不是重要的区别。其最重要的区别在花序。诺斯猪笼草的花序为松散的三角形总状花序，花梗长2至3毫米，而下延猪笼草的花序更长，且花梗也更长（对这两个物种花序的描述都不全面）。因此我无法对埃弗里特于1892年采集且存放于砂拉越植物标本馆中的上述3个下位笼进行判断。埃弗里特先生的这份标本可能与玛丽安娜·诺斯采集到的诺斯猪笼草是相同的。因此上述的3个捕虫笼也许就来源于某些诺斯猪笼草植株。其为卵形－椭圆形，高分别为23厘米、24厘米和26厘米，宽分别为10厘米、11厘米和10厘米，最宽处位于或略低于中部。唇与下延猪笼草很相似，宽分别为3厘米、4厘米和2.5厘米。笼口非常倾斜，约占捕虫笼高的一半。笼盖下表面中线具一根笼盖骨，但和下延猪笼草一样为褶皱状，不显著。 |

之后的学者已不认为这些区别足以将其作为一个物种，所以下延猪笼草被视为是诺斯猪笼草的一个同物异名。

## 形态特征

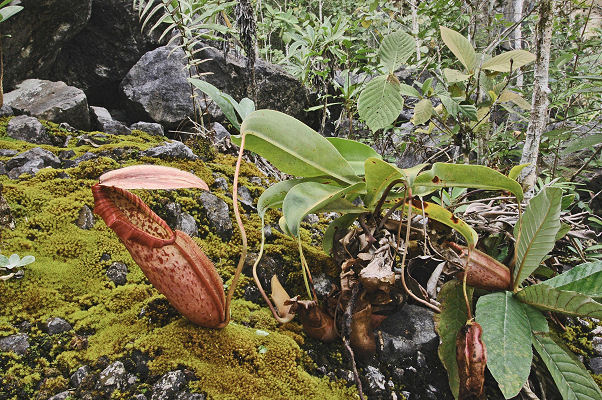
具下位笼的诺斯猪笼草莲座状植株

诺斯猪笼草为藤本植物。茎可长达10米，直径宽至15毫米，呈圆柱形至三棱柱形。节间距可长达25厘米。
诺斯猪笼草的叶片纸质，薄，无柄至具小叶柄。叶片呈长圆形至倒卵形，可长达40厘米，宽至10厘米。叶尖急尖，渐尖至叶基。叶基半抱茎，下延成一对翼。中脉两侧各有4条纵脉。羽状脉不明显。叶片下表面约有20至60个蜜腺。笼蔓可长达100厘米。
诺斯猪笼草的下位笼通常为卵形，偶尔上部为圆柱形。诺斯猪笼草是猪笼草属中捕虫笼较大的一种，其高达40厘米，宽至15厘米。个别特别大的下位笼的容积可超过1品脱（946毫升）。腹面的笼翼不宽于15毫米。内表面蜡质区稀少。笼口为卵形，倾斜。唇两侧扩展，可宽至25毫米，边缘常为波浪状。内缘具短小但明显的唇齿。笼盖为卵形至长圆形，无附属物，具急尖。笼盖基部的后侧有一根不分叉笼蔓尾，可长达20毫米。上位笼的形态与下位笼类似，但呈漏斗状。笼翼常保留，但也可能缩小为一对隆起。
诺斯猪笼草的花序为总状花序。总花梗可长达60厘米，花序轴可长达40厘米。通常雄性的花序较短。每根花梗带两朵花，可长达50毫米。
诺斯猪笼草的种子与其他猪笼草一样为梭状，两端有两个木质的附属物，中部为巨型的胚。这样的结构使得种子可以随风播撒但又不至于飞得太远而飞到不适宜生长的地方。一项对来自同一副标本（J.H.Adam 2378，采集于海拔30米处）花粉大小的研究显示，其120粒花粉的平均直径为29.8微米（标准误=0.4，变异系数=6.0%）。
诺斯猪笼草无明显的毛被，整个植株几乎无毛。
诺斯猪笼草的茎和叶片为浅绿色，捕虫笼为绿白色，并具大量红色斑点。唇为白色至红色，且具深色条纹。

## 生态关系

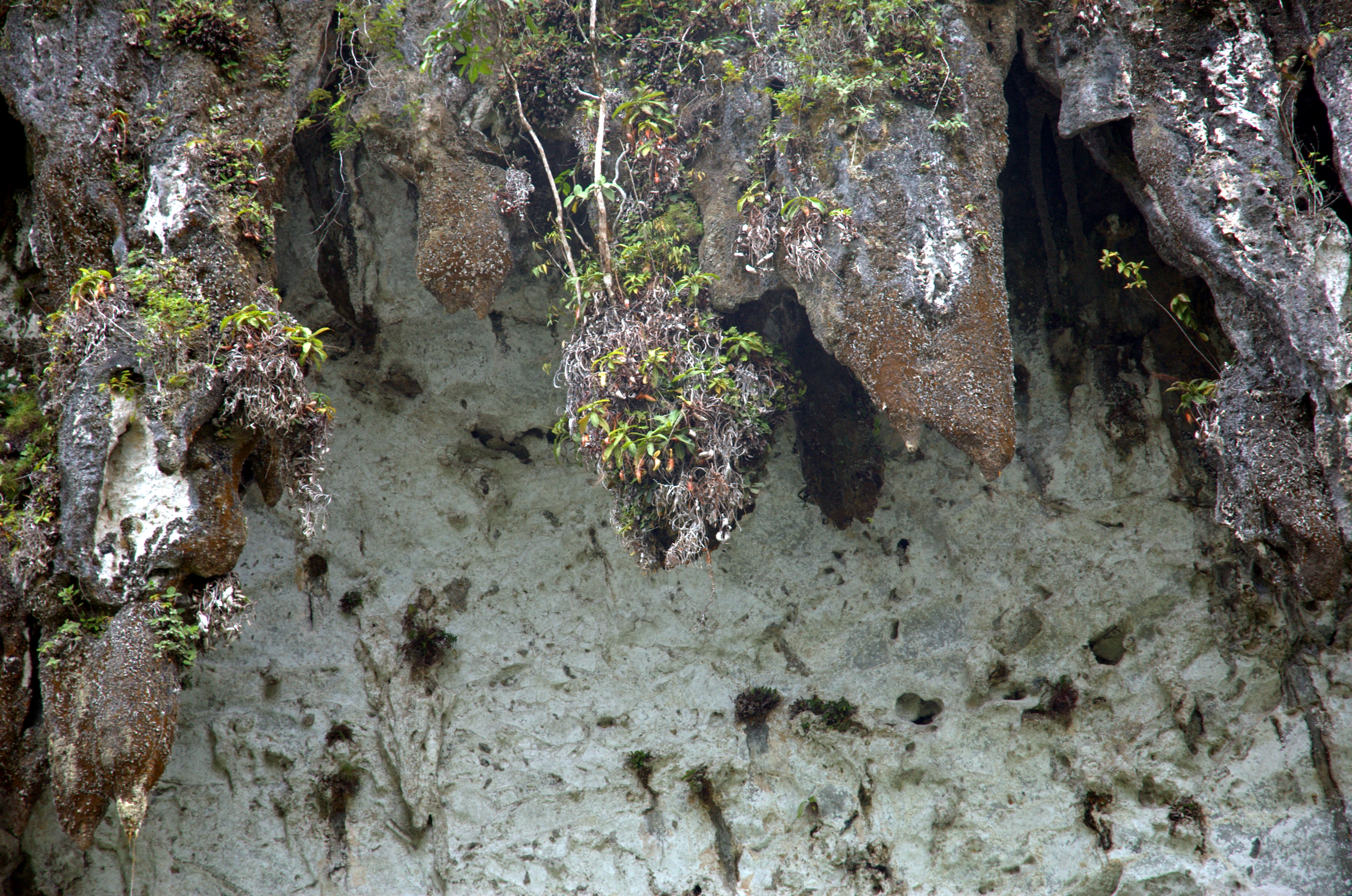
生长于石灰岩壁上的诺斯猪笼草，摄于石隆门

诺斯猪笼草是砂拉越古晋省，特别是石隆门附近的山上特有的热带食虫植物。其分布于海拔0至500米的石灰岩基质地区。
诺斯猪笼草一般生长于近乎垂直的石灰岩壁上，并有水浸润。少见于一些小山丘的次级植被中。其与其他石灰岩基质植物同域分布，如劳氏箭叶海芋（Alocasia longiloba var. lowii）。
根据2000年的评估，诺斯猪笼草已被列入《2006年世界自然保护联盟濒危物种红色名录》中，保护状况为易危。这与查尔斯·克拉克在1997年的非正式评估一致。但世界保护监测中心则将其列为濒危。
原生地的采石活动已破坏了几个存在诺斯猪笼草的山丘。另外，诺斯猪笼草的自然种群还遭受着过度采集的威胁。诺斯猪笼草具体极高的商业价值，使其倍受植物收藏家青睐。安西娅·飞利浦和安东尼·兰姆在其1996年出版的专著《婆罗洲的猪笼草》中这样写道：“过度的采集使得诺斯猪笼草已经到了灭绝的边缘。”尽管如此，因采集者无法触及大部分余下的植株，所以诺斯猪笼草在短时间内似乎是安全的。

## 相关物种
诺斯猪笼草与产于婆罗洲东加里曼丹石灰岩山上的马普鲁山猪笼草（N. mapuluensis）十分相似。虽然它们之间的差别不大，但仍有一些稳定的差异可将其区别开来。与诺斯猪笼草相比，马普鲁岩山猪笼草攀援茎上的叶片更接近于线形，捕虫笼的颜色更深，且上位笼更窄。值得注意的是诺斯猪笼草只分布于砂拉越的石隆门县，与马普鲁岩山猪笼草的分布地相隔数百公里。
诺斯猪笼草与大型平庸猪笼草（N. macrovulgaris）相比，它们具有形状相同的叶片和叶柄，不同之处在于诺斯猪笼草的攀援茎为三棱柱形，而大型平庸猪笼草为圆柱形。此外，后者叶柄的基部不下延。
胡瑞尔猪笼草（N. hurrelliana）与维奇猪笼草（N. veitchii）表面上也与诺斯猪笼草有些类似，但它们更小型，颜色也没有这么鲜艳。

## 自然杂交种
已发现了三种关于诺斯猪笼草的自然杂交种。

### 白环猪笼草与诺斯猪笼草的自然杂交种
雪线猪笼草由于诺斯猪笼草分布局限，仅生长在砂拉越石隆门的少数地区，所以雪线猪笼草更为罕见。白环猪笼草（N. albomarginata）在杂交中很强势，使得与诺斯猪笼草杂交的后代完全失去了宽大的唇。其捕虫笼为窄漏斗形，笼身为奶油色至暗紫色，并具红色或黑色斑点。

### 小猪笼草与诺斯猪笼草的自然杂交种
石隆门猪笼草的形态表现为其亲本的中间型。它继承了小猪笼草（N. gracilis）喜攀爬的特征，但其叶片和茎又相当的大型。此外，它还继承了诺斯猪笼草捕虫笼的形态特征。特别是唇比小猪笼草要宽，并具有红色的条纹。其捕虫笼可高达15厘米，为暗绿色至紫红色。
石隆门猪笼草与亲本一样，是一种低地猪笼草，存在于海拔约100米的地区。它常陆生于特有诺斯猪笼草的石灰岩基质山丘附近的沼泽地区。
石隆门猪笼草十分罕见，仅发现过少量植株，都来源于同一原生地。

### 奇异猪笼草与诺斯猪笼草的自然杂交种
奇异猪笼草与诺斯猪笼草的自然杂交种（N. mirabilis × N. northiana）是一种较为罕见的自然杂交种，仅发现于2007年。

## 种植方法
想要种好诺斯猪笼草相当困难，现在的诺斯猪笼草虽然并不是特别昂贵，却在种植者间它以难种出名。因此，其在17世纪引种后不久就消失于欧洲园艺界。有一段时间内，人们猜测诺斯猪笼草必须扎根于石灰岩基质中才能健康生长，但事实并非如此。诺斯猪笼草需要一个少光照的环境，阳光直射会使得叶片上出现褐色的坏死斑点，并使捕虫笼生长减缓或停止生长。诺斯猪笼草对空气相对湿度很敏感，需要种植于空气湿度较高的环境中，在天气较为温暖的条件下，诺斯猪笼草拥有着相对较快的生长速度。
彼得·达马托在专著《萨维奇花园》一书中写道，泥炭和泥炭藓会阻碍诺斯猪笼草的生长。他认为使用两份粗蛭石、一份珍珠岩、一份浮石和一份河沙组成的混合基质更有利于诺斯猪笼草的生长。其他种植者也报道了一些明显无必要的基质配方。

## 扩展阅读
- 食虫植物照片搜寻引擎中诺斯猪笼草的照片（页面存档备份，存于）

 维基共享资源上的相關多媒體資源：诺斯猪笼草
 維基物種上的相關：诺斯猪笼草